# Anthomyia semiaenea
Anthomyia semiaenea är en tvåvingeart som först beskrevs av Gaspard Auguste Brullé 1833.  Anthomyia semiaenea ingår i släktet Anthomyia och familjen blomsterflugor.
Artens utbredningsområde är Grekland. Inga underarter finns listade i Catalogue of Life.